# Технології Першої світової війни
Технології Першої світової війни — історія розвитку та застосування технологій, вдосконалення методів, процесів і матеріалів їх застосування в різних галузях, що сталися за роки Першої світової війни. У цей період усі сторони світового конфлікту, намагаючись перемогти противника на полі бою, інтенсивно запроваджували та використовували найсучасніші на той час технологічних інновацій, що вже існували чи тільки з'явилися. Деякі з них навіть застали супротивників зненацька, як-то хімічна зброя, вогнемети, танки, далекобійні артилерійські системи, а також дирижаблі, бомбардувальники та підводні човни. Примітно, усі ці новинки, за винятком танків, уперше були застосовані кайзерівською Німеччиною.

## Зміст
Велика війна 1914—1918 років стала першою європейською війною за останнє століття, яка досягла такого масштабу, тривалості та характеру, що технологічні інновації в ході самого світового конфлікту мали вирішальний вплив. Більше того, це була перша в історії війна, в якій обидві сторони мобілізували групи науково підготовлених фахівців з метою систематичного дослідження і розробки технологічних інновацій в інтересах військових цілей. На відміну від попередніх європейських воєн, головні супротивники у Великій війні були повністю залучені до Другої промислової революції, яка спричинила набагато більш систематичну інтеграцію наукових досліджень у процес промислових інновацій у багатьох галузях, пов'язаних з фізичними науками (хімічна промисловість, електроенергетика і зв'язок, металургія і машинобудування, включаючи двигуни внутрішнього згоряння для транспорту), причому більшість змін відбулася з 1880-х років. Хоча багато з цих інновацій вже мали свої аналоги у військовій техніці, у 1914 році найвпливовіші генерали і політичні лідери, чий безпосередній досвід війни припав на більш ранню епоху, навряд чи усвідомлювали їхні наслідки повною мірою.
Після перших кривавих провалів своїх підготовлених військових планів, що передбачали швидку перемогу в результаті наступу, перспектива тривалої війни нарешті змусила лідерів усіх сторін визнати проблеми і можливості, які відкривали нові технології, і мобілізувати відповідний досвід для їх вирішення.
Перші місяці та роки Першої світової війни можна охарактеризувати як зіткнення технологій XX століття з військовою наукою XIX століття, що призвело до неефективних боїв з величезною кількістю жертв з обох сторін. На суходолі швидке занурення в окопну війну стало несподіванкою, і лише в останній рік війни провідні армії зробили ефективні кроки в революційному реформуванні питань управління та тактики дій, щоб адаптуватися до сучасного поля бою і почати ефективно використовувати незліченну кількість нових технологій у своїх військових цілях. Тактичні реорганізації (такі як перенесення центру управління з роти чисельністю понад 100 осіб на відділення чисельністю понад 10 осіб) йшли пліч-о-пліч з появою броньованих автомобілів, перших пістолетів-кулеметів і автоматичних гвинтівок, які міг носити і використовувати один солдат.
Звичайно, кожна країна вступила у війну з арсеналами, пороховими заводами, полігонами та військовими випробувальними центрами для зброї, укомплектованими підготовленими фахівцями, включаючи деяких вчених та інженерів. Хоча в цих сферах завжди панувала таємниця, насправді до 1914 року провідні фахівці всіх країн розуміли одні й ті ж фундаментальні принципи виробництва вибухових речовин, ракетного палива і снарядів, які були встановлені ще в 1880-х роках із застаріванням чорного пороху, який століттями приводив у дію зброю, і його заміною на більш стабільні і потужні сполуки, засновані на відкриттях органічної хімії XIX сторіччя. Аналогічно, давно відомі принципи балістики мали бути оновлені з розробкою набагато потужнішої і точнішої стрілецької та артилерійської зброї, заснованої на нових хімічних речовинах. Всі національні армії мали сучасні кулемети і сучасну артилерію. Ключовим винаходом стала французька 75-мм польова гармата та її гідравлічна система гасіння віддачі, що дозволила значно підвищити точність стрільби. Незважаючи на те, що французи намагалися тримати це в таємниці, всі інші країни розробили подібні і конкуруючі системи, в деяких випадках зі значними відмінностями, хоча в багатьох арміях все ще зберігалося багато старих, застарілих зразків, які ще не були повністю замінені новими моделями.

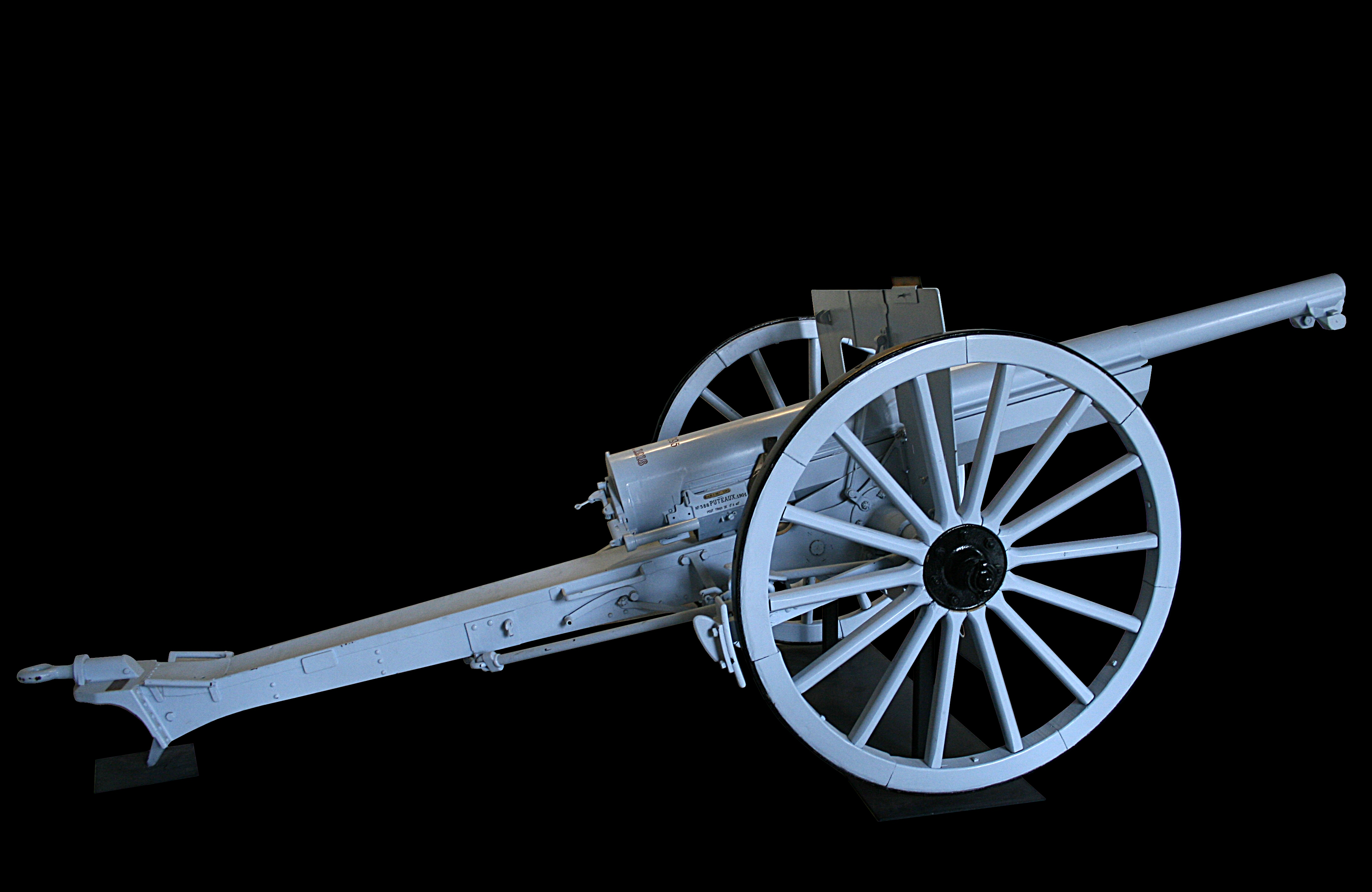
Французька 75-мм польова гармата зразка 1897 року — революційна для свого часу артилерійська система

Німці, зокрема, усвідомлювали потребу в зброї, здатній атакувати укріплення, і розробили і побудували велику кількість сучасних легких і важких гаубиць, а також ще важчу, але відносно мобільну облогову артилерію, яка могла стріляти осколково-фугасними снарядами під великим кутом. Таким чином, німці вступили у війну набагато краще підготовленими до майбутньої окопної війни, ніж їхні опоненти, сучасна артилерія яких складалася переважно з польових гармат, що стріляли осколково-фугасними снарядами під відносно незначним кутом, які були руйнівними для військ на відкритій місцевості, але були менш ефективними проти військ, що знаходилися в окопах. Загалом, не стільки наукові чи технологічні фактори, скільки політичні та інституційні умови в різних країнах пояснювали кількісні та якісні відмінності у військовій техніці до 1914 року.

### Сухопутна війна

#### Артилерія, вибухові речовини та хімічна зброя: війна хіміків і фізиків

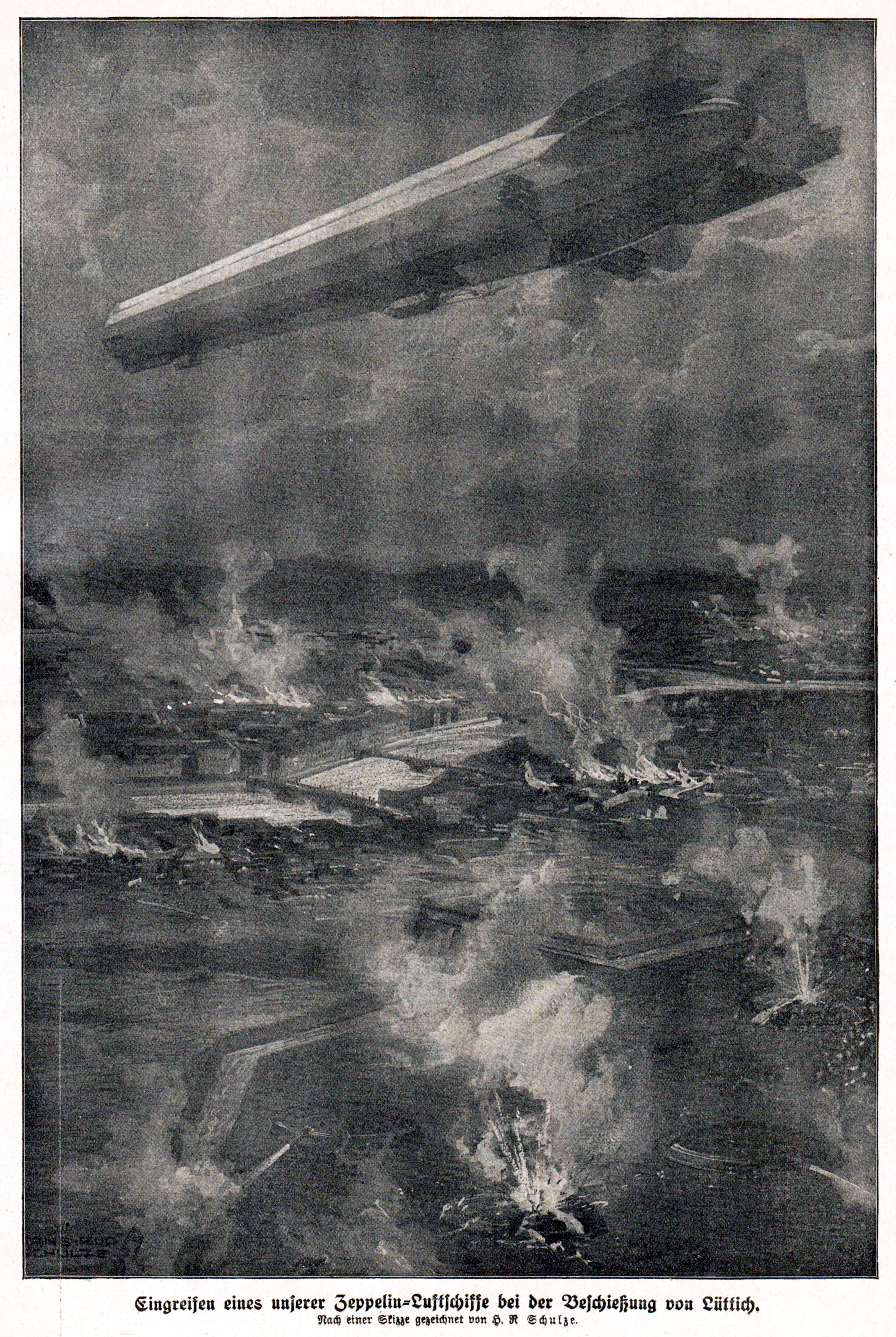
Бомбардування «Цепелінами» бельгійського Льєжа

Найефективнішою зброєю війни, з точки зору нанесення втрат противникові, була артилерія. Всі основні типи артилерії існували в 1914 році, але під час війни відбулися як якісні, так і кількісні зміни. Британцям і французам зрештою довелося набагато менше покладатися на польову артилерію, як-от 75-мм гармати, що стріляли дрібними осколковими снарядами (які випускали міріади куль у повітрі, щоб скосити незахищену піхоту). Натомість, слідом за німцями вони зробили ставку на більші калібри і гармати (особливо гаубиці), які могли стріляти набагато більшими осколково-фугасними снарядами під крутим кутом. Таким чином, кількість і масштаби таких гармат і снарядів зростали в геометричній прогресії, особливо після розширення потужностей з виробництва боєприпасів з 1916 р. Німці створили, мабуть, два найвідоміші типи артилерії, що використовувалися у війні: по-перше, 420-мм «Велика Берта», яку ефективно застосовували, щоб зламати опір бельгійських фортець навколо Льєжа в серпні 1914 р., хоча вона виявилася неефективною проти краще спроектованих французьких фортець навколо Вердена в 1916 р. Другою була наддалекобійна «Паризька гармата» 1918 року, яка, однак, не була ні особливо точною, ні ефективною як військова зброя; її найвідомішим влучанням було влучення в церкву, заповнену вірянами
В останній рік війни, з поверненням до більш маневреного характеру воєнних дій, польова артилерія знову вступила у свої права, хоча класичні шрапнельні снаряди більше ніколи не домінували на полі бою (вони становили, можливо, лише близько 10 % від загальної кількості снарядів, використаних у 1918 році).

#### Піхотна зброя та засоби індивідуального захисту

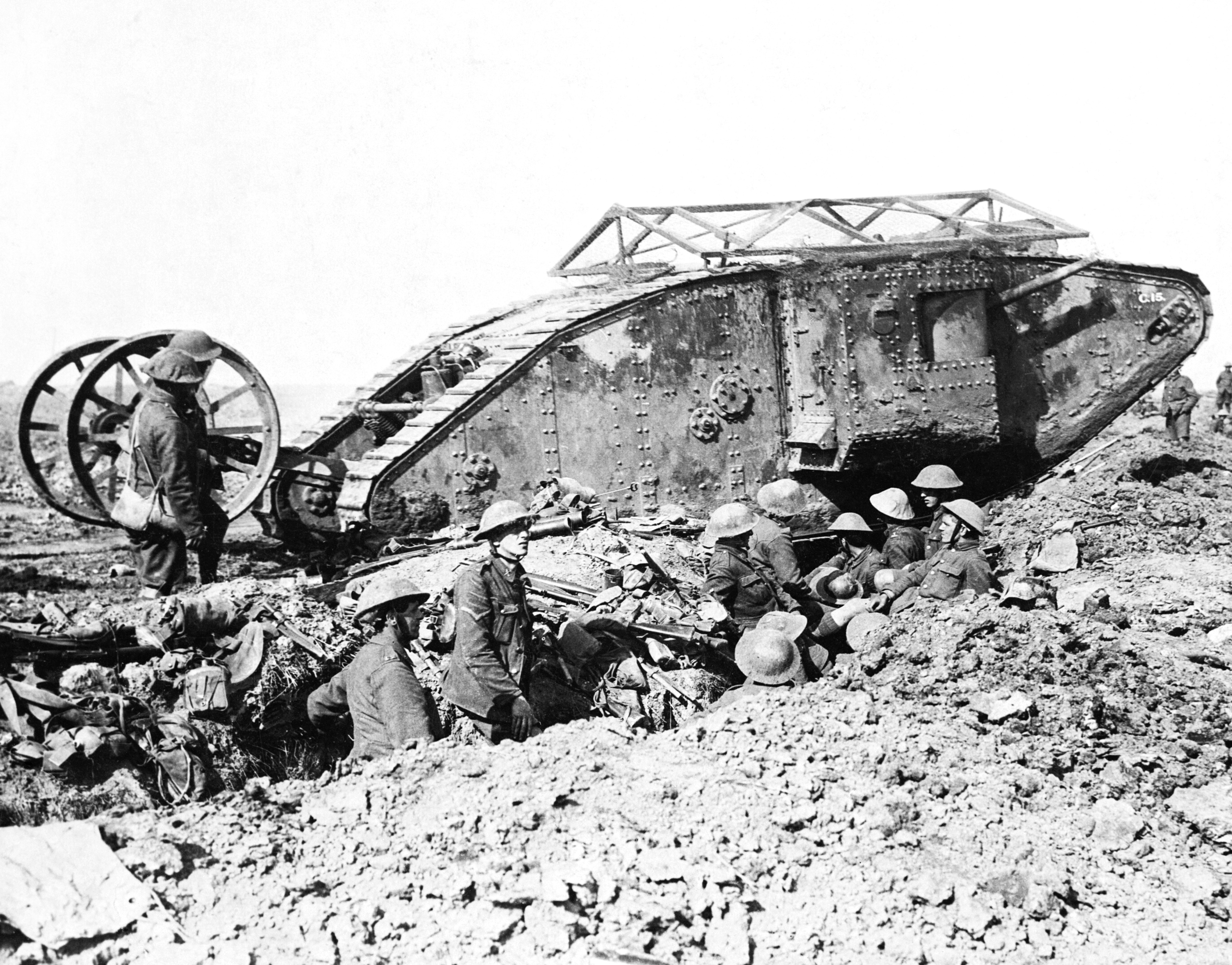
Британський важкий танк Mark I у битві на Соммі. Вересень 1916

Індивідуальна піхотна зброя солдатів великих держав являла собою переважно гвинтівки з ковзним затвором, зі швидкострільністю десять і більше пострілів на хвилину. Німецькі солдати мали на озброєнні гвинтівку Mauser 98 під 8-мм набій «Маузер», британці — гвинтівку Lee-Enfield з коротким магазином, а американські військові — Springfield M1903 і M1917 Enfield. Французька армія користувалася у війні переважно магазинною гвинтівкою Lebel M1886, російська імператорська армія — гвинтівкою Мосіна, італійська — Carcano Mod. 91, а австро-угорська — Mannlicher M1895. Гвинтівки з оптичними прицілами використовували снайпери, і першими їх почали застосовувати німці.

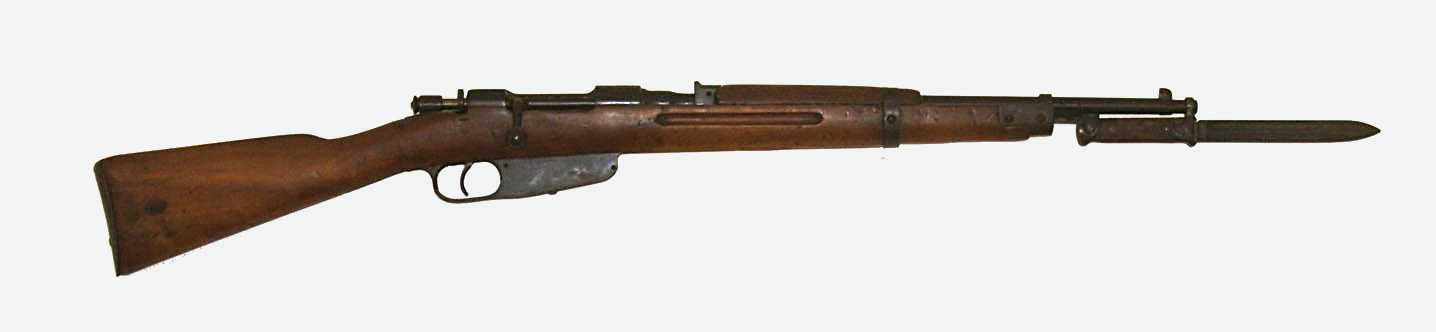
Італійська гвинтівка Carcano Mod. 91 — основна піхотна зброя Королівської армії Італії у війні

Справжнім проривом у війні стало масове застосування кулеметів, які мали на озброєнні усі держави-учасники конфлікту. Обидві сторони використовували станковий кулемет «Максим», повністю автоматичну зброю з подачею набоїв стрічкою, здатну до тривалого безперервного використання за умови постачання достатньої кількості боєприпасів та охолоджувальної води, та його французький аналог, кулемет Hotchkiss M1914. Їх використання в обороні, в поєднанні з розгалуженою системою мінно-вибухових фортифікаційних перешкод, укрить, насичених колючим дротом, перетворило очікуване поле бою з маневреного на статичне. Кулемет був корисним у позиційному бою, але не міг легко пересуватися полем бою при наступі або маневрі, значно знижуючи вогневу міць підрозділу, що атакував.
До війни французька армія вивчала питання розробки легкого кулемета, який можливо було переносити в динаміці бою та підтримувати вогнем наступаючі ланцюжки піхоти, але не створила жодного зразка. Тільки з початком активної фази бойових дій Франція швидко перетворила існуючий прототип на легкий ручний кулемет Chauchat M1915 з високою швидкістю стрільби. Окрім французів, перші американські підрозділи, що прибули до Франції, використовували їх у 1917 та 1918 роках. Поспішно виготовлена в умовах відчайдушного воєнного тиску, ця зброя зарекомендувала себе як ненадійна.
Розуміючи потенціал такої зброї, британська армія прийняла на озброєння кулемет Льюїса американської розробки під набій .303 British. Кулемет Льюїса був першим справжнім легким кулеметом, який теоретично міг обслуговуватися однією людиною, хоча на практиці громіздкі диски для набоїв вимагали цілого підрозділу, щоб підтримувати кулемет в робочому стані. Кулемет Льюїса також використовувався для ведення вогню в пішому порядку на ходу, зокрема Австралійським корпусом в липні 1918 року в бою за Ле-Амель. З цією ж метою німецька армія прийняла на озброєння кулемет MG-08/15, який мав непрактичну вагу у 22 кг, враховуючи воду для охолодження і одну стрічку на 100 набоїв. У 1918 році на озброєння американської армії була прийнята автоматична гвинтівка Browning M1918 (BAR), зброя була «автоматичною гвинтівкою» і, як і Chauchat, була розроблена з урахуванням концепції можливості ведення «пішого вогню». Зброя розраховувалася зокрема на необхідність її застосування в умовах складного рельєфу чи обмеженої видимості, наприклад, при просуванні атакуючих по лісу.
Зважаючи на особливості окопної війни, однією з найбільш ефективних видів зброї виявилися ручні гранати. На початку війни їх було мало і вони були поганої якості. Ручні гранати використовувалися і вдосконалювалися протягом всієї війни. Контактні запали стали менш поширеними, на зміну їм прийшли запали з годинниковим механізмом.
Британці вступили у війну з ручною осколковою гранатою з довгим руків'ям «ручна граната № 1», яка була замінена на «кульову гранату» № 15, щоб частково подолати деякі її недоліки. В Австралії для використання військами АНЗАК була розроблена імпровізована ручна граната під назвою Double Cylinder «jam tin», яка складалася з бляшанки, наповненої динамітом або порохом, обкладеної навколо металобрухтом або камінням. Для підриву у верхній частині бляшанки встановлювався запобіжник Бікфорда, що з'єднував детонатор, який підпалювався або користувачем, або іншою особою. «Бомба Міллса» (граната, ручна № 5) була представлена в 1915 році і служила у своїй базовій формі в британській армії до 1970-х років. Французи використовували оборонну гранату F-1.
Основними гранатами, що використовувалися німецькою армією на початку війни, були бомба ударної дії «диск» або «устрична мушля» і Kugelhandgranate зразка 1913 року із запалом із часовим механізмом, що запалюється від тертя. 1915 року Німеччина розробила набагато ефективнішу гранату Stielhandgranate, яку за форму прозвали «картоплем'ялка», її різновиди використовувалися протягом десятиліть, і в ній використовувалася система запалів із часовим механізмом.
Ручні гранати були не єдиною спробою створення ерзац-артилерії, або «кишенькової артилерії», для піхоти під час боїв в окопах. Інтенсивно використовувалися гвинтівкові гранати, щоб завдати ураження противникові з більшої відстані, ніж це можливо здійснити кидаючи ручну гранату. До початку війни британська армія приділяла мало уваги рушничній гранаті Хейлза, але під час війни Німеччина виявила великий інтерес до цієї зброї. Втрати союзників внаслідок цього змусили Британію шукати нові засоби захисту.
Міномет Стокса, легкий і дуже портативний траншейний міномет з коротким стволом, здатний вести непрямий вогонь, був швидко розроблений і широко адаптований усіма сторонами конфлікту. Аналогічним чином використовувалися механічні метальники бомб меншої дальності для ведення вогню по ворогу з безпечної відстані всередині траншеї.
Sauterelle був гранатометним арбалетом, який використовувався до міномета Стокса французькими та британськими військами.
Вперше у війні Імперська німецька армія використовувала вогнемети на Західному фронті, намагаючись вибити французьких та британських солдатів з окопів. Застосовані у 1915 році, вони були використані з найбільшим ефектом під час битви при невеличкому бельгійському селі Хуге на Західному фронті 30 липня 1915 року. Німецька армія мала два основних типи вогнеметів під час Великої війни: невеликий одноосібний варіант, який називався Kleinflammenwerfer, і більшу конфігурацію з екіпажем, яка називалася Grossflammenwerfer. В останньому випадку один солдат ніс паливний бак, а інший направляв сопло. Як великі, так і малі версії вогнеметів мали обмежене застосування, оскільки їхня мала дальність дії робила операторів вразливими до вогню зі стрілецької зброї.
Солдати, які йшли в бій у 1914 році, і ті, що брали участь у великих наступальних операціях 1918 року, мали кардинально різне спорядження. Окрім стандартної гвинтівки, яка практично не змінилася, під час війни з'явилися різні види портативної автоматичної піхотної зброї і особливо ручних гранат, які стали ключовою наступальною зброєю для штурму окопів і кулеметних гнізд. Мабуть, найочевиднішим нововведенням стало повернення на європейські поля битв сталевого шолома, який був відсутній на них протягом століть. Причиною, звичайно, було те, що в окопній війні основною причиною смерті були поранення в голову, часто не від куль, а від осколків снарядів. Французи першими випустили такі шоломи в 1915 році, але їхня модель «Адріан», створена на основі каски пожежника, була недостатньо міцною, тому солдати все ще отримували багато поранень голови від осколків. Тим не менш, навіть зменшення кількості жертв на 2-5 % було достатнім, щоб переконати інших у 1916 році розробити власні моделі: британський «бляшаний капелюх» (який можна було легко виробляти масово шляхом холодного пресування круглих листів легованої манганом сталі, але він був незручним і не забезпечував найкращого захисту голови) і німецький «вугільний ковпак», обидва натхненні різними типами середньовічних шоломів.

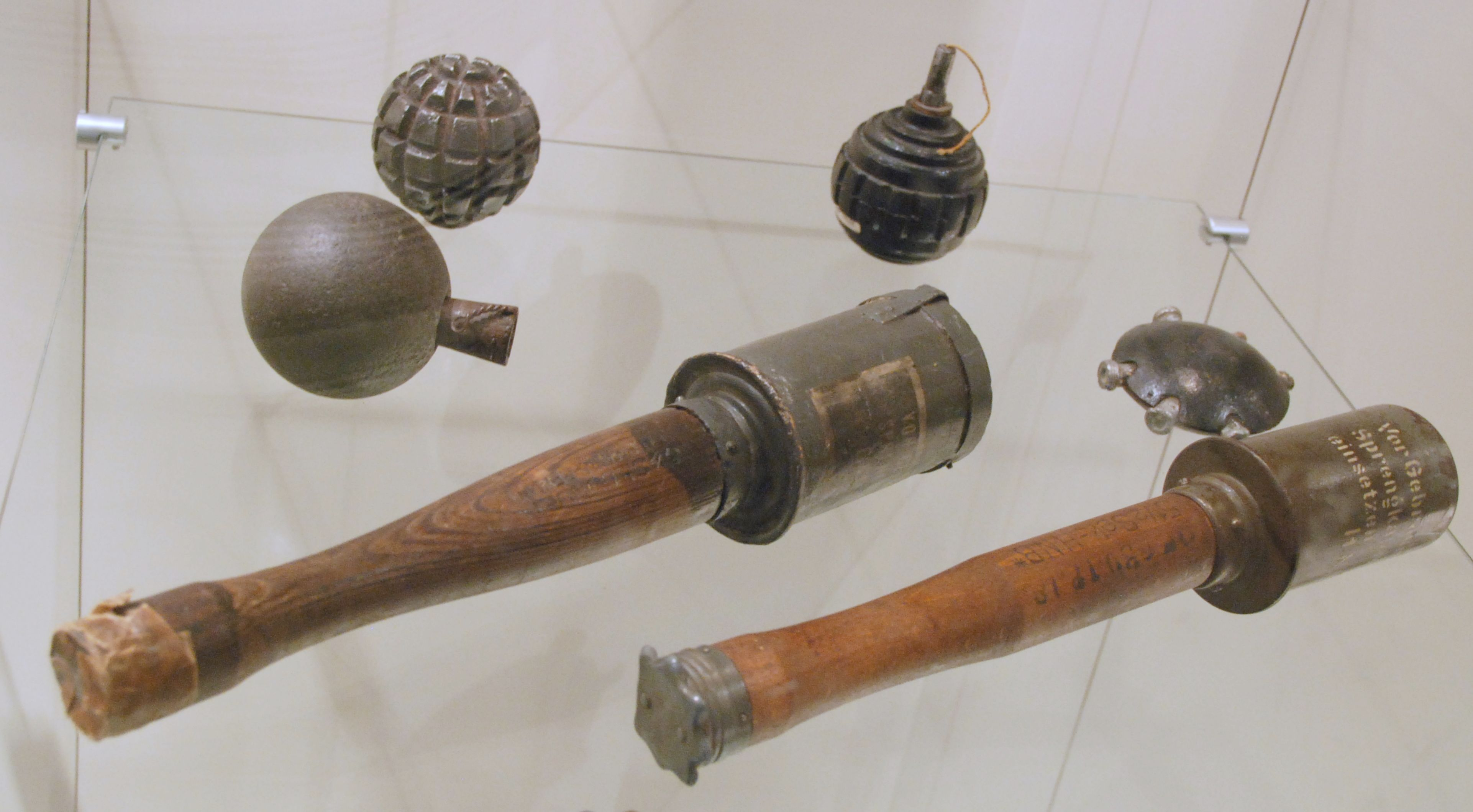
Німецькі ручні гранати часів Першої світової війни

Коли американці вступили у війну в 1917 році, їхні провідні дизайнери Башфорд Дін і Даніель Ташо (експерти з середньовічних обладунків з Метрополітен-музею в Нью-Йорку) розробили кілька можливих моделей і дійшли висновку, що найкращим варіантом буде той, який краще захищатиме голову солдата; оскільки цей шолом був надто схожий на німецький, який, за загальним визнанням, був найкращим шоломом війни, він, звичайно, був відкинутий військовою владою. Таким чином, американці носили шоломи британського зразка (хоча і з іншим типом підкладки для більшого комфорту) протягом всієї війни і 1930-х років, розробили свій власний характерний шолом під час Другої світової війни, і, нарешті, в 1980-х роках повернулися до сучасної версії улюбленого дизайну, але з використанням кевлару, а не сталі. Оскільки близько 70 % жертв були спричинені осколками снарядів, легкі сталеві бронежилети були ще однією можливістю, яку розглядали воюючі сторони, але, очевидно, лише німці випускали комплекти в стандартній комплектації; але, вага у близько 9 кг за комплект обмежувала їхнє використання.

#### Бронетехніка
Розвиток бронетехніки міг би здатися логічним наслідком появи окопної війни, але пройшло два роки, перш ніж перші британські «танки» з'явилися на полі битви на Соммі у вересні 1916 року, і ще більше часу минуло до того, як французи скористалися ними під час наступу Нівеля у квітні 1917 року. В обох випадках початкові моделі не були особливо міцними чи надійними, з частими поломками і незначним впливом, що створило у німців хибне враження, що танки не варті того, щоб їх розвивати. У листопаді 1917 року британські танки нарешті продемонстрували можливість прориву в битві при Камбре, але цей перший успіх, як і багато інших інновацій під час війни, був зведений нанівець іншими факторами. Лише в липні-серпні 1918 року французькі і британські танки, використані у великій кількості (близько 1500 з кожної сторони) у взаємодії з піхотою і за сприятливих для них умов, суттєво вплинули на перелом у війні проти німців (які розробили лише кілька власних танків і ніколи не мали з ними особливого успіху).
Базова конструкція танка поєднувала в собі кілька існуючих технологій. Він включав броньовий захист, достатньо товстий, щоб бути захищеним від усіх стандартних видів піхотної зброї, гусениці для пересування по зораному снарядами полю бою, чотиритактний бензиновий двигун внутрішнього згоряння (вдосконалений у 1870-х роках) і потужну вогневу міць, що забезпечувалася тими ж кулеметами, які нещодавно стали домінуючими у війні, або навіть легкими артилерійськими гарматами.
У Британії був створений комітет для розробки практичного дизайну танка. Результатом стали великі танки ромбовидної форми, що дозволяли перетинати траншею завширшки до 2,5 м; танк Mark I, з «чоловічими» версіями, на яких встановлювалися невеликі морські гармати «Гочкиса» і кулемети, і «жіночі», що несли тільки кулемети.

#### Картографія та розвідка
Карти були життєво необхідні в процесі управління військами, здійснення маневрів, передислокацій тощо, а також для створення детальної мережі траншей. Існуючі довоєнні карти були недостатньо точними (1:84 000 з французької сторони, 1:100 000 з німецької сторони); вони повинні були мати принаймні в чотири рази більшу роздільну здатність, а в деяких випадках набагато більш дрібні деталі. Таким чином, до початку 1915 року обидві сторони організували польові картографічні секції і обидві використовували аерофотозйомку з літаків для покращення своїх карт. Загалом, здається, що французи і британці зрештою створили кращі карти, ніж німці, значною мірою тому, що вони мали кращі довоєнні карти, з якими працювали.

#### Зв'язок: телефонний та бездротовий зв'язок
Польовий зв'язок був великою проблемою під час війни. Всі окопи були насичені дротами польових телефонів, але дроти легко перебивалися під час обстрілів, навіть якщо вони були закопані. Ситуація зі зв'язком ставав ще складнішим під час наступу, оскільки прокладати дроти з котушки, перетинаючи нічийну територію, було не дуже практичним рішенням. Візуальна сигналізація викривала зв'язківця і могла бути дуже небезпечною, як і традиційний метод висилання посланців. Як наслідок, одним з найпоширеніших засобів зв'язку, хоч і ненадійним, залишалися поштові голубі. Непевний зв'язок, як правило, залишав старших офіцерів у тилу без чіткого уявлення про стан і розташування їхніх передових підрозділів під час наступу, а отже, підкріплення, припаси могли бути неправильно спрямовані або несвоєчасні, а керівництво вогнем артилерії невчасним.
Очевидним рішенням був бездротовий зв'язок, тобто радіотелеграф або телефон, який, однак, створював багато проблем, особливо для польових пристроїв для передачі та прийому. У 1914 році АМ-приймачі ще не були достатньо легкими і надійними (через необхідність використання крихких вакуумних ламп), щоб їх можна було легко переносити, не кажучи вже про необхідність зовнішньої антени для досягнення будь-якого реального діапазону, а також портативного джерела живлення у вигляді батарей (або занадто важких, або занадто недовговічних/недостатньо потужних) або генератора (що вимагали палива або людської сили). До того ж комерційного радіомовлення майже не існувало, тому потреби війни значно інтенсифікували роботу над цими проблемами. Всі сторони досягли значного прогресу у війні, підготувавши підґрунтя для комерційного радіо на початку 1920-х років. Було вироблено багато портативних польових комплектів, найбільш практичні типи були встановлені на транспортних засобах (що зробило танки особливо корисними під час наступу союзників у 1918 році) та в літаках.

### Військова авіація

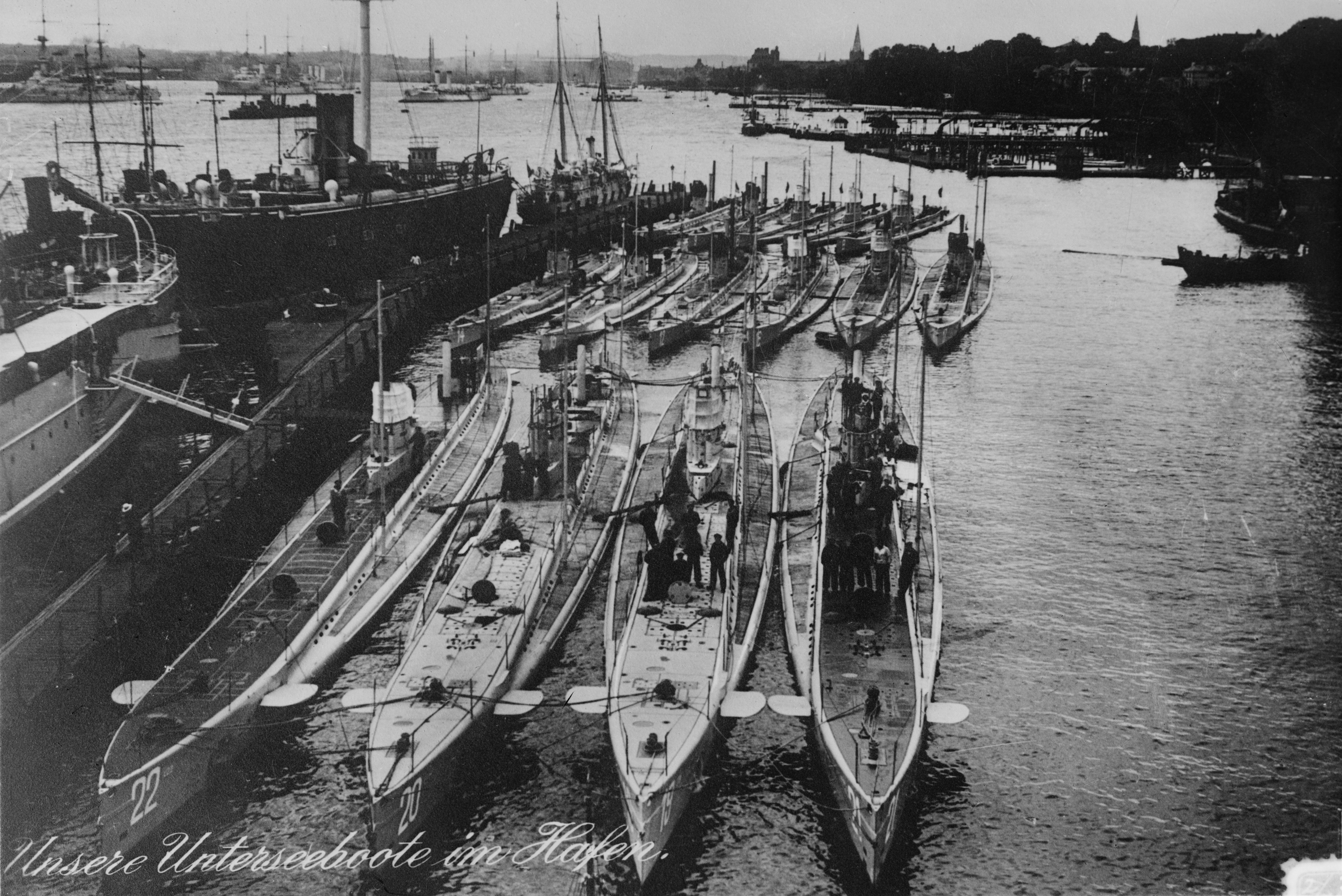
Німецькі підводні човни в гавані Кіля. 17 лютого 1914

Попри експерименти, що проводилися протягом XIX століття, механізований політ на дирижаблях, наповнених воднем, або на літаках, що з'явилися в першому десятилітті XX століття, на 1914 рік летальні апарати все ще були дуже крихкими і експериментальними за своєю природою, незважаючи на більш ніж десятирічну розробку. Обидві сторони мали військові та військово-морські літаки станом на 1914 рік, в основному для розвідки; дійсно, без військової підтримки сумнівно, що Німеччина взагалі мала б авіаційну промисловість до війни. Довоєнні зусилля Німеччини в основному були спрямовані на дирижаблі, першовідкривачем яких був граф Фердинанд фон Цеппелін. Але війна значно прискорила розвиток сучасного літака, перетворивши його на впізнавано сучасну форму порівняно з примітивними типами першого десятиліття. Більшість розробок воєнного часу були зроблені винахідниками та інженерами в авіаційних компаніях, які працювали переважно методом проб і помилок, з невеликим внеском наукових досліджень, таких як дослідження конструкції крила Людвіга Прандтля в Інституті технічної фізики Геттінгенського університету. У будь-якому випадку, він не публікував свої експериментальні та теоретичні роботи з проектування крила до кінця війни в 1918—1919 роках.

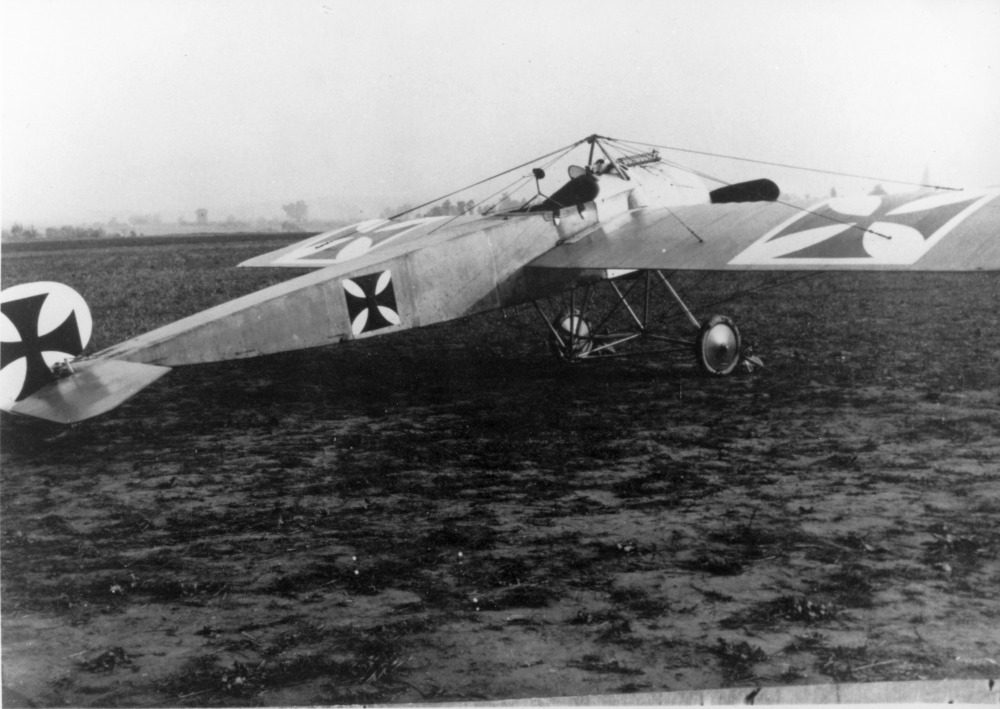
Німецький винищувач Fokker E.I — перший літак, оснащений синхронізатором — пристроєм, що дозволяє стріляти з встановленого на носі кулемета прямо за курсом без небезпеки пошкодити кулями лопаті

За відсутності ефективних наукових досліджень, характерною інновацією, що виникла на основі емпіричних методів, стала можливість для пілотів вести вогонь з кулеметів, встановлених у передній частині фюзеляжу літака, через передній гвинт, не пошкоджуючи його. Першим ефективним рішенням став моноплан Fokker E.I, представлений в середині 1915 року, з механічно синхронізованими пропелером і кулеметом. Поява фактору «Фоккера» принесла німцям тимчасове панування в повітрі, поки французи і британці не відповіли ще більш ефективними версіями в 1916 році, що, у свою чергу, призвело до подальших німецьких інновацій, що є типовим для змагань інновацій у воєнний час.

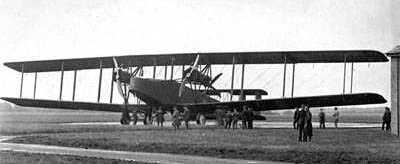
Британський стратегічний бомбардувальник Handley Page V/1500

Головною проблемою всіх ранніх літаків був брак потужних двигунів, тому можна було використовувати лише надзвичайно легкі матеріали (спочатку обтягнуті тканиною планерні рами з легкого дерева, поступово переходячи до легких металів, таких як алюміній). Переважно використовувались біплани, щоб максимізувати підйомну силу, але вони були відносно повільними і не становили серйозної проблеми до появи винищувачів у 1915 році, що спровокувало постійне технічне вдосконалення з обох сторін у прагненні завоювати домінування в повітрі. Звичайно, це були насамперед тактичні літаки, які використовувалися над фронтами бойових дій. Можна подумати, що стратегічне бомбардування з повітря було непрактичним з наявними на той час літаками. Тим не менш, у 1915 році обидві сторони започаткували стратегічне повітряне бомбардування ворожих міст, що вимагало літаків, здатних нести важкі бомби. Союзники використовували літаки для атак на німецькі промислові міста на Рейні, тоді як німці вже в січні 1915 року відправили військові дирижаблі бомбити британські прибережні міста, за чим послідували невдалі спроби досягти Лондона в лютому і напад військового дирижабля на Париж у березні; за цим послідувало багато інших атак, але вони не мали великого військового впливу.
Окрім низької механічної надійності дирижаблів та їх вразливості до погодних умов, на той час ще не існувало точного навігаційного обладнання, точних бомбових прицілів чи бомбових стійок, не кажучи вже про засоби наведення бомб, тому такі бомбардування не мали великого стратегічного значення і могли слугувати лише як зброя терору. Коли союзники розробили більш ефективні зенітні гармати і запалювальні кулі для використання у винищувачах, які могли підніматися досить високо, щоб атакувати їх, дирижаблі стали занадто вразливими, і в 1918 році німці перейшли на двомоторні бомбардувальники «Гота». Однак до кінця війни обидві сторони побудували навіть «гігантські» бомбардувальники. Британський чотиримоторний бомбардувальник Handley Page V/1500 міг досягти Берліна з аеродромів в Англії з бомбовим навантаженням у 1 400 кг, яке могло включати газові бомби. Його перша бомбардувальна місія кілька разів відкладалася, а потім була скасована через перемир'я.

### Війна на морі
Найскладнішою, найдосконалішою і, перш за все, найдорожчою системою озброєння війни був супер-дредноут — лінкор, продукт великих технологічних інновацій у проектуванні, які британці запровадили у довоєнній гонці морських озброєнь з Німеччиною. Кульмінацією цих інновацій стала гарматна установка Скотта-Вікерса і таблиця управління вогнем Дрейера (механічний комп'ютер), які зробили можливими високоточні і синхронізовані залпи на морі. Таким чином, у 1914 році всі очікували, що надводні кораблі відіграватимуть важливу роль у Великій війні, а британський і німецький бойові флоти боротимуться за панування у відкритому морі, але насправді відбулася лише одна (і нерішуча) велика битва — Ютландська.
Ключовим фактором, який в корні змінив характер морської війни, стала поява підводних човнів. Отже, головні події у конфлікті на морі відбувалися під водою, де німці ефективній британській блокаді протиставили тотальну підводну війну проти судноплавства на підступах до Британських островів. Підводний човен став справжнім продуктом Другої промислової революції, що працював на двигунах внутрішнього згоряння та електриці, а його торпедним озброєнням були геніально сконструйовані ракети, що приводилися в рух двигунами на стисненому повітрі і керувалися гіроскопами. Німецькі підводні човни неодноразово порушували міжнародні конвенції і викликали величезні суперечки, топлячи пасажирські лайнери без попередження, найвідоміший випадок — «Лузитанія» у травні 1915 р. З іншого боку, німці також коротко експериментували у 1916 р. з використанням великих океанських комерційних підводних човнів як проривачів блокади, що прямували до Сполучених Штатів. Британці вживали різноманітні контрзаходи проти підводних човнів під час війни, включаючи глибинні бомби і масивні мінні поля, які разом знищили 70 підводних човнів до кінця війни, а також активне використання авіації і конвоїв (запроваджене після того, як Сполучені Штати вступили у війну і забезпечили достатню кількість есмінців для охорони конвоїв).